# Championnats d'Europe d'athlétisme 2016
Navigation
Les 23es Championnats d'Europe d'athlétisme se déroulent du 6 au 10 juillet 2016 à Amsterdam, aux Pays-Bas, comme en a décidé l'Association européenne d'athlétisme en novembre 2011. Amsterdam a remporté cette organisation au détriment d'Istanbul et de Split, deux villes des Balkans. Ils se déroulent pour l'essentiel dans le Stade olympique d'Amsterdam. C'est la première fois que les Pays-Bas et l'Union royale néerlandaise d'athlétisme organisent cette compétition. C'est aussi la première fois que la Pologne arrive en tête, avec 6 titres et 12 médailles, devant l'Allemagne et la Grande-Bretagne, 5 titres et 16 médailles chacune. Au nombre de finalistes, ce sont toutefois les Britanniques qui prévalent, avec 172 points, devant les Allemands, 163 points, et les Polonais, 149 points.
Les 22 épreuves masculines et 22 féminines se disputent au Stade olympique d'Amsterdam (et dans les rues d'Amsterdam pour le semi-marathon). Les Championnats d'Europe 2016, au contraire de ceux de Zurich, ne comprennent pas d'épreuves de marathon et d'épreuves de marche, lesquelles ne sont pas disputées lors des années olympiques. En revanche, le semi-marathon, individuel et par équipes, a été ajouté à la liste des épreuves retenues.
Les douze meilleurs inscrits dans chaque épreuve de course où sont prévues des séries (100 m, 200 m, 400 m, 100/110 m haies et 400 m haies) sont directement qualifiés pour les demi-finales, les séries devenant des tours préliminaires qui servent à départager ceux qui ne remplissent pas ce critère et à qualifier douze semifinalistes supplémentaires.
Ces championnats sont également la dernière compétition continentale avant les Jeux olympiques de 2016 qui se déroulent à Rio de Janeiro.

## Organisation

### Calendrier
2016 étant une année olympique, les Championnats d'Europe 2016 ne comportent ni d'épreuve de marathon, ni d'épreuve de marche. Ils ne durent que cinq jours, contre sept habituellement. En revanche, le marathon est remplacé pour la première fois par le semi-marathon.
| S | Séries | Q | Qualifications | ½ | Demi-finale | F | Finale |

| Date →            | 6 | 6 | 7 | 7 | 7 | 8 | 8 | 8 | 9 | 9 | 9 | 10 | 10 |
| Épreuve ↓         | M | A | M | A | A | M | A | A | M | A | A | M  | A  |
| ----------------- | - | - | - | - | - | - | - | - | - | - | - | -- | -- |
| 100 m             | S |   |   | ½ | F |   |   |   |   |   |   |    |    |
| 200 m             |   |   | S |   |   |   | ½ | F |   |   |   |    |    |
| 400 m             | S |   |   | ½ |   |   |   | F |   |   |   |    |    |
| 800 m             |   |   | S |   |   |   | ½ |   |   |   |   |    | F  |
| 1 500 m           |   |   |   | S |   |   |   |   |   |   | F |    |    |
| 5 000 m           |   |   |   |   |   |   |   |   |   |   |   |    | F  |
| 10 000 m          |   |   |   |   |   |   |   | F |   |   |   |    |    |
| Semi-marathon     |   |   |   |   |   |   |   |   |   |   |   | F  |    |
| 110 m haies       |   |   |   |   |   | Q |   |   |   | ½ | F |    |    |
| 400 m haies       |   | S |   | ½ |   |   |   | F |   |   |   |    |    |
| 3 000 m steeple   |   | S |   |   |   |   |   | F |   |   |   |    |    |
| 4 × 100 m         |   |   |   |   |   |   |   |   |   | S |   |    | F  |
| 4 × 400 m         |   |   |   |   |   |   |   |   | S |   |   |    | F  |
| Saut en longueur  | Q |   |   |   | F |   |   |   |   |   |   |    |    |
| Triple saut       |   |   | Q |   |   |   |   |   |   |   | F |    |    |
| Saut en hauteur   |   |   |   |   |   |   |   |   | Q |   |   |    | F  |
| Saut à la perche  |   | Q |   |   |   |   |   | F |   |   |   |    |    |
| Lancer du poids   |   |   |   |   |   |   |   |   | Q |   |   |    | F  |
| Lancer du disque  |   |   |   | Q |   |   |   |   |   |   | F |    |    |
| Lancer du marteau |   |   |   |   |   | Q |   |   |   |   |   |    | F  |
| Lancer du javelot |   | Q |   |   | F |   |   |   |   |   |   |    |    |
| Décathlon         | F | F | F | F | F |   |   |   |   |   |   |    |    |

| Date →            | 6 | 6 | 7 | 7 | 7 | 8 | 8 | 8 | 9 | 9 | 10 | 10 |
| Épreuve ↓         | M | A | M | A | A | M | A | A | M | A | A  | A  |
| ----------------- | - | - | - | - | - | - | - | - | - | - | -- | -- |
| 100 m             |   |   | S |   |   |   | ½ | F |   |   |    |    |
| 200 m             | S | ½ |   |   | F |   |   |   |   |   |    |    |
| 400 m             | S |   |   | ½ |   |   |   | F |   |   |    |    |
| 800 m             |   | S |   | ½ |   |   |   |   |   | F |    |    |
| 1 500 m           |   |   |   |   |   |   | S |   |   |   |    | F  |
| 5 000 m           |   |   |   |   |   |   |   |   |   | F |    |    |
| 10 000 m          |   | F |   |   |   |   |   |   |   |   |    |    |
| Semi-marathon     |   |   |   |   |   |   |   |   |   |   | F  |    |
| 100 m haies       | S |   |   | ½ | F |   |   |   |   |   |    |    |
| 400 m haies       |   |   |   |   |   | S |   |   |   | ½ |    | F  |
| 3 000 m steeple   |   |   |   |   |   | S |   |   |   |   |    | F  |
| 4 × 100 m         |   |   |   |   |   |   |   |   |   | S |    | F  |
| 4 × 400 m         |   |   |   |   |   |   |   |   | S |   |    | F  |
| Saut en longueur  |   | Q |   |   |   |   |   | F |   |   |    |    |
| Triple saut       |   |   |   |   |   | Q |   |   |   |   |    | F  |
| Saut en hauteur   | Q |   |   |   | F |   |   |   |   |   |    |    |
| Saut à la perche  |   |   | Q |   |   |   |   |   |   | F |    |    |
| Lancer du poids   |   | Q |   |   | F |   |   |   |   |   |    |    |
| Lancer du disque  | Q |   |   |   |   |   |   | F |   |   |    |    |
| Lancer du marteau | Q |   |   |   |   |   |   | F |   |   |    |    |
| Lancer du javelot |   |   | Q |   |   |   |   |   |   | F |    |    |
| Heptathlon        |   |   |   |   |   | F | F | F | F | F |    |    |

### Sites

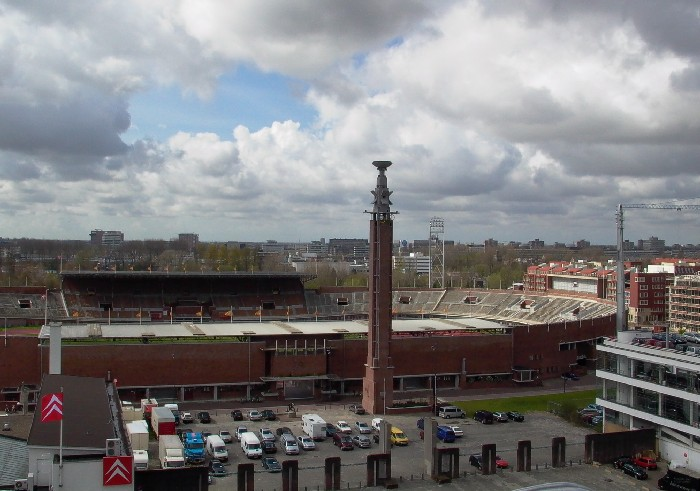
Stade olympique d'Amsterdam

Entre 38 et 40 des 44 épreuves se déroulent au Stade olympique d'Amsterdam. La cérémonie d'ouverture et les qualifications du lancer du javelot et du lancer du disque se déroulent au Museumplein. Les finales se tiennent dans le stade lui-même. L'épreuve du semi-marathon se déroule dans les rues de la ville.

### Mascotte
La mascotte des championnats est le lion « Adam » dont la crinière représente la flamme olympique qui avait été allumée pour la première fois lors des Jeux olympiques d'été de 1928 à Amsterdam. Son design a été inspiré par les fans néerlandais et ont également contribué au choix du prénom. Il a été officiellement retenu par Yves Dhondt et son fils Niklas.

### Participants
Cette 23e édition affiche le record de participation des championnats d'Europe : 1 473 athlètes en provenance de 50 fédérations. Le précédent record avait été atteint à Zurich en 2014 avec 1 439 athlètes inscrits. La Russie est disqualifiée : seule Yuliya Stepanova qui avait dénoncé le dopage endémique, est autorisée à concourir sous le drapeau de l'EAA. Le Kosovo participe pour la première fois. L'Allemagne est la principale délégation des championnats avec un total de 110 athlètes (sa plus grosse équipe depuis 1998), suivie par la Grande-Bretagne, avec sa plus forte délégation (103), et l'Espagne pour la première fois sur le podium des nations participantes (89). L'Ukraine (85), la Pologne (76), l'Italie (75) et la France (73) les suivent.
Cinquante pays membres de l'Association européenne d'athlétisme participent à ces championnats d'Europe 2016.
| - Albanie () - Allemagne (110) - Andorre () - Arménie () - Autriche () - Azerbaïdjan () - Belgique (35) - Biélorussie () - Bosnie-Herzégovine () - Bulgarie (17) - Chypre () - Croatie () - Danemark () | - Espagne (89) - Estonie () - Finlande () - France (73) - Géorgie () - Gibraltar (3) - Grèce (35) - Hongrie () - Irlande () - Islande (5) - Israël (16) - Italie (75) - Kosovo (2) | - Lettonie () - Liechtenstein () - Lituanie () - Luxembourg () - Macédoine du Nord (1) - Malte (2) - Moldavie (8) - Monaco (1) - Monténégro (4) - Norvège () - Pays-Bas () - Pologne (76) - Portugal (33) | - Tchéquie () - Roumanie () - Royaume-Uni (103) - Saint-Marin () - Serbie (11) - Slovaquie () - Slovénie () - Suède () - Suisse (49) - Turquie (50) - Ukraine (85) |

### Cérémonie d'ouverture
Elle se déroule le 5 juillet 2016 au Museumplein. Le porte-drapeau néerlandais sera Nadine Broersen tandis que Lavillenie sera celui de la France. Tous les 50 pays y participent avec le roi Guillaume-Alexandre des Pays-Bas y assistant. La cérémonie débute à 17 heures, heure locale et l'entrée est gratuite.

## Podiums

### Hommes
| Épreuves                   | Or | Argent | Bronze |
| -------------------------- | --- | --- | --- |
| 100 m vent : 0,0 m/s       | Churandy Martina 10 s 07 (SB)                                                                                  | Jak Ali Harvey 10 s 07                                                                                          | Jimmy Vicaut 10 s 08 |
| 200 m vent : - 0,9 m/s     | Bruno Hortelano 20 s 45                                                                                        | Ramil Guliyev 20 s 51                                                                                           | Danny Talbot 20 s 56 |
| 400 m                      | Martyn Rooney 45 s 29                                                                                          | Pavel Maslák 45 s 36                                                                                            | Liemarvin Bonevacia 45 s 41 (SB)                                                                                                  |
| 800 m                      | Adam Kszczot 1 min 45 s 18                                                                                     | Marcin Lewandowski 1 min 45 s 54                                                                                | Elliot Giles 1 min 45 s 54 (PB)                                                                                                   |
| 1 500 m                    | Filip Ingebrigtsen 3 min 46 s 65                                                                               | David Bustos 3 min 46 s 90                                                                                      | Henrik Ingebrigtsen 3 min 47 s 18                                                                                                 |
| 5 000 m                    | Ilias Fifa 13 min 40 s 85                                                                                      | Adel Mechaal 13 min 40 s 85                                                                                     | Richard Ringer 13 min 40 s 85 |
| 10 000 m                   | Polat Kemboi Arıkan 28 min 18 s 52                                                                             | Ali Kaya 28 min 21 s 42                                                                                         | Antonio Abadía 28 min 26 s 07 |
| Semi-marathon              | Tadesse Abraham 1 h 2 min 03 s                                                                                 | Kaan Kigen Özbilen 1 h 2 min 27 s                                                                               | Daniele Meucci 1 h 2 min 38 s |
| Semi-marathon par équipes  | Suisse Tadesse Abraham Julien Lyon Adrian Lehmann 3 h 12 min 4 s                                               | Espagne Carles Castillejo Jesús España Ayad Lamdassem 3 h 12 min 6 s                                            | Italie Daniele Meucci Stefano La Rosa Ruggero Pertile 3 h 12 min 41 s                                                             |
| 3 000 m steeple            | Mahiedine Mekhissi-Benabbad 8 min 25 s 63                                                                      | Aras Kaya 8 min 29 s 91 (PB)                                                                                    | Yoann Kowal 8 min 30 s 79 |
| 110 m haies vent : 0,0 m/s | Dimitri Bascou 13 s 25                                                                                         | Balázs Baji 13 s 28 (NR)                                                                                        | Wilhem Belocian 13 s 33 |
| 400 m haies                | Yasmani Copello 48 s 98                                                                                        | Sérgio Fernández 49 s 06                                                                                        | Kariem Hussein 49 s 10 |
| 4 × 100 m                  | Grande-Bretagne James Dasaolu Adam Gemili James Ellington Chijindu Ujah 38 s 17                                | France Marvin René Stuart Dutamby Mickael-Meba Zeze Jimmy Vicaut 38 s 38 (SB)                                   | Allemagne Julian Reus Sven Knipphals Roy Schmidt Lucas Jakubczyk 38 s 47 Séries : Robert Hering                                   |
| 4 × 400 m                  | Belgique Julien Watrin Jonathan Borlée Dylan Borlée Kévin Borlée 3 min 1 s 10 (EL) Séries : Robin Vanderbemden | Pologne Łukasz Krawczuk Kacper Kozłowski Jakub Krzewina Rafał Omelko 3 min 1 s 18 (SB) Séries : Michał Pietrzak | Grande-Bretagne Rabah Yousif Delano Williams Jack Green Matthew Hudson-Smith 3 min 1 s 44 (SB) Séries : Nigel Levine, Jarryd Dunn |
| Saut en hauteur            | Gianmarco Tamberi 2,32 m                                                                                       | Robert Grabarz 2,29 m                                                                                           | Chris Baker Eike Onnen 2,29 m |
| Saut à la perche           | Robert Sobera 5,60 m                                                                                           | Jan Kudlička 5,60 m                                                                                             | Robert Renner 5,50 m |
| Saut en longueur           | Greg Rutherford 8,25 m                                                                                         | Michel Tornéus 8,21 m (SB)                                                                                      | Ignisious Gaisah 7,93 m |
| Triple saut                | Max Heß 17,20 m (EL)                                                                                           | Karol Hoffmann 17,16 m (PB)                                                                                     | Julian Reid 16,76 m (SB) |
| Lancer du poids            | David Storl 21,31 m (EL)                                                                                       | Michał Haratyk 21,19 m                                                                                          | Tsanko Arnaudov 20,59 m (SB) |
| Lancer du disque           | Piotr Małachowski 67,06 m                                                                                      | Philip Milanov 65,71 m                                                                                          | Gerd Kanter 65,27 m (SB) |
| Lancer du marteau          | Paweł Fajdek 80,93 m                                                                                           | Ivan Tsikhan 78,84 m                                                                                            | Wojciech Nowicki 77,53 m |
| Lancer du javelot          | Zigismunds Sirmais 86,66 m (PB)                                                                                | Vítězslav Veselý 83,59 m                                                                                        | Antti Ruuskanen 82,44 m |
| Décathlon                  | Thomas Van der Plaetsen 8 218 pts                                                                              | Adam Sebastian Helcelet 8 157 pts (SB)                                                                          | Mihail Dudaš 8 153 pts |

### Femmes
| Épreuves                    | Or | Argent                                                                                 | Bronze |
| --------------------------- | --- | -------------------------------------------------------------------------------------- | --- |
| 100 m vent : -0,2 m/s       | Dafne Schippers 10 s 90 | Ivet Lalova-Collio 11 s 20                                                             | Mujinga Kambundji 11 s 25 |
| 200 m vent : -0,4 m/s       | Dina Asher-Smith 22 s 37 (SB) | Ivet Lalova-Collio 22 s 52 (SB)                                                        | Gina Lückenkemper 22 s 74 |
| 400 m                       | Libania Grenot 50 s 73 | Floria Gueï 51 s 21                                                                    | Anyika Onuora 51 s 47 (SB)                                                                                                   |
| 800 m                       | Nataliya Pryshchepa 1 min 59 s 70 | Rénelle Lamote 2 min 0 s 19                                                            | Lovisa Lindh 2 min 0 s 37 (PB)                                                                                               |
| 1 500 m                     | Angelika Cichocka 4 min 33 s 00 | Sifan Hassan 4 min 33 s 76                                                             | Ciara Mageean 4 min 33 s 78                                                                                                  |
| 5 000 m                     | Yasemin Can 15 min 18 s 15 | Meraf Bahta 15 min 20 s 54                                                             | Stephanie Twell 15 min 20 s 70                                                                                               |
| 10 000 m                    | Yasemin Can 31 min 12 s 86 (ER moins de 23 ans)                                                                                      | Ana Dulce Félix 31 min 19 s 03 (PB)                                                    | Karoline Bjerkeli Grøvdal 31 min 23 s 45 (PB)                                                                                |
| Semi-marathon               | Sara Moreira 1 h 10 min 19 s | Veronica Inglese 1 h 10 min 35 s                                                       | Jéssica Augusto 1 h 10 min 55 s                                                                                              |
| Semi-marathon par équipes   | Portugal Sara Moreira Jéssica Augusto Ana Dulce Félix 3 h 33 min 53 s                                                                | Italie Veronica Inglese Anna Incerti Rosaria Console 3 h 36 min 38 s                   | Turquie Esma Aydemir Sultan Haydar Sevilay Eytemiş 3 h 39 min 59 s                                                           |
| 3 000 m steeple             | Gesa Felicitas Krause 9 min 18 s 85 (EL)                                                                                             | Luiza Gega 9 min 28 s 52 (NR)                                                          | Özlem Kaya 9 min 35 s 05 (SB)                                                                                                |
| 100 m haies vent : -0,7 m/s | Cindy Roleder 12 s 62 (EL) | Alina Talay 12 s 68                                                                    | Tiffany Porter 12 s 76 |
| 400 m haies                 | Sara Slott Petersen 55 s 12 (SB) | Joanna Linkiewicz 55 s 33                                                              | Lea Sprunger 55 s 41 |
| 4 × 100 m                   | Pays-Bas Jamile Samuel Dafne Schippers Tessa van Schagen Naomi Sedney 42 s 04 (NR) Séries : Marije van Hunenstijn                    | Grande-Bretagne Asha Philip Dina Asher-Smith Bianca Williams Daryll Neita 42 s 45 (SB) | Allemagne Tatjana Pinto Lisa Mayer Gina Lückenkemper Rebekka Haase 42 s 48                                                   |
| 4 × 400 m                   | Grande-Bretagne Emily Diamond Anyika Onuora Eilidh Doyle Seren Bundy-Davies 3 min 25 s 05 (WL) Séries : Margaret Adeoye Kelly Massey | France Phara Anacharsis Brigitte Ntiamoah Marie Gayot Floria Gueï 3 min 25 s 96 (SB)   | Italie Maria Benedicta Chigbolu Maria Enrica Spacca Chiara Bazzoni Libania Grenot 3 min 27 s 49 (SB) Séries : Elena Bonfanti |
| Saut en hauteur             | Ruth Beitia 1,98 m (SB) | Mirela Demireva Airinė Palšytė 1,96 m                                                  | non décernée |
| Saut à la perche            | Ekateríni Stefanídi 4,81 m (CR) | Lisa Ryzih 4,70 m (SB)                                                                 | Angelica Bengtsson 4,65 m (SB)                                                                                               |
| Saut en longueur            | Ivana Španović 6,94 m | Jazmin Sawyers 6,86 m                                                                  | Malaika Mihambo 6,65 m |
| Triple saut                 | Patrícia Mamona 14,58 m (NR) | Hanna Knyazyeva-Minenko 14,51 m                                                        | Paraskeví Papahrístou 14,47 m                                                                                                |
| Lancer du poids             | Christina Schwanitz 20,17 m (EL) | Anita Márton 18,72 m                                                                   | Emel Dereli 18,22 m |
| Lancer du disque            | Sandra Perković 69,97 m | Julia Fischer 65,77 m                                                                  | Shanice Craft 63,89 m |
| Lancer du marteau           | Anita Włodarczyk 78,14 m | Betty Heidler 75,77 m (SB)                                                             | Hanna Skydan 73,83 m |
| Lancer du javelot           | Tatsiana Khaladovich 66,34 m (NR) | Linda Stahl 65,25 m (SB)                                                               | Sara Kolak 63,50 m (NR) |
| Heptathlon                  | Anouk Vetter 6 626 pts (NR) | Antoinette Nana Djimou 6 458 pts (SB)                                                  | Ivona Dadic 6 408 pts (NR)                                                                                                   |

## Résultats des finales

### 100 m
| Rang | Pays        | Athlète          | Temps   |
| ---- | ----------- | ---------------- | ------- |
| 1    | Pays-Bas    | Churandy Martina | 10 s 07 |
| 2    | Turquie     | Jak Ali Harvey   | 10 s 07 |
| 3    | France      | Jimmy Vicaut     | 10 s 08 |
| 4    | Espagne     | Bruno Hortelano  | 10 s 12 |
| 5    | Royaume-Uni | James Ellington  | 10 s 19 |
| 6    | Turquie     | Ramil Guliyev    | 10 s 23 |
| 7    | Pays-Bas    | Solomon Bockarie | 10 s 25 |
| 8    | Royaume-Uni | Richard Kilty    | DQ      |

| Rang | Pays        | Athlète             | Temps   |
| ---- | ----------- | ------------------- | ------- |
| 1    | Pays-Bas    | Dafne Schippers     | 10 s 90 |
| 2    | Bulgarie    | Ivet Lalova-Collio  | 11 s 20 |
| 3    | Suisse      | Mujinga Kambundji   | 11 s 25 |
| 4    | Royaume-Uni | Asha Philip         | 11 s 27 |
| 5    | Ukraine     | Nataliya Pohrebnyak | 11 s 28 |
| 6    | Allemagne   | Tatjana Pinto       | 11 s 33 |
| 7    | France      | Floriane Gnafoua    | 11 s 36 |
| 8    | Royaume-Uni | Desiree Henry       | DNF     |

### 200 m
| Rang | Pays        | Athlète                  | Temps   |
| ---- | ----------- | ------------------------ | ------- |
| 1    | Espagne     | Bruno Hortelano          | 20 s 45 |
| 2    | Turquie     | Ramil Guliyev            | 20 s 51 |
| 3    | Royaume-Uni | Danny Talbot             | 20 s 56 |
| 4    | Pays-Bas    | Solomon Bockarie         | 20 s 56 |
| 5    | Royaume-Uni | Nethaneel Mitchell-Blake | 20 s 60 |
| 6    | Italie      | Davide Manenti           | 20 s 66 |
| 7    | Suisse      | Alex Wilson              | 20 s 70 |
| -    | Pays-Bas    | Churandy Martina         | DQ      |

| Rang | Pays        | Athlète             | Temps        |
| ---- | ----------- | ------------------- | ------------ |
| 1    | Royaume-Uni | Dina Asher-Smith    | 22 s 37 (SB) |
| 2    | Bulgarie    | Ivet Lalova-Collio  | 22 s 52 (SB) |
| 3    | Allemagne   | Gina Lückenkemper   | 22 s 74      |
| 4    | Pays-Bas    | Jamile Samuel       | 22 s 83 (SB) |
| 5    | Ukraine     | Nataliya Pohrebnyak | 22 s 84      |
| 6    | Royaume-Uni | Jodie Williams      | 22 s 96      |
| 7    | Pays-Bas    | Tessa van Schagen   | 23 s 03      |
| 8    | Allemagne   | Lisa Mayer          | 23 s 10      |

### 400 m
| Rang | Pays        | Athlète             | Temps   |
| ---- | ----------- | ------------------- | ------- |
| 1    | Royaume-Uni | Martyn Rooney       | 45 s 29 |
| 2    | Tchéquie    | Pavel Maslák        | 45 s 36 |
| 3    | Pays-Bas    | Liemarvin Bonevacia | 45 s 41 |
| 4    | Belgique    | Kévin Borlée        | 45 s 60 |
| 5    | Slovénie    | Luka Janežič        | 45 s 65 |
| 6    | Pologne     | Rafał Omelko        | 45 s 67 |
| 7    | France      | Mame-Ibra Anne      | 45 s 75 |
| 8    | Italie      | Matteo Galvan       | 45 s 80 |

| Rang | Pays        | Athlète            | Temps        |
| ---- | ----------- | ------------------ | ------------ |
| 1    | Italie      | Libania Grenot     | 50 s 73 (SB) |
| 2    | France      | Floria Gueï        | 51 s 21      |
| 3    | Royaume-Uni | Anyika Onuora      | 51 s 47      |
| 4    | Royaume-Uni | Christine Ohuruogu | 51 s 55      |
| 5    | Pologne     | Małgorzata Hołub   | 51 s 89      |
| 6    | Pologne     | Justyna Święty     | 51 s 96      |
| 7    | Serbie      | Tamara Salaški     | 52 s 23      |
| 8    | Pays-Bas    | Nicky van Leuveren | 52 s 76      |

### 800 m
| Rang | Pays               | Athlète               | Temps         |
| ---- | ------------------ | --------------------- | ------------- |
| 1    | Pologne            | Adam Kszczot          | 1 min 45 s 18 |
| 2    | Pologne            | Marcin Lewandowski    | 1 min 45 s 54 |
| 3    | Royaume-Uni        | Elliot Giles          | 1 min 45 s 54 |
| 4    | Bosnie-Herzégovine | Amel Tuka             | 1 min 45 s 74 |
| 5    | France             | Pierre-Ambroise Bosse | 1 min 45 s 79 |
| 6    | Pays-Bas           | Thijmen Kupers        | 1 min 46 s 67 |
| 7    | Espagne            | Álvaro de Arriba      | 1 min 47 s 58 |
| 8    | Italie             | Giordano Benedetti    | 1 min 47 s 64 |

| Rang | Pays    | Athlète             | Temps             |
| ---- | ------- | ------------------- | ----------------- |
| 1    | Ukraine | Nataliya Pryshchepa | 1 min 59 s 70     |
| 2    | France  | Renelle Lamote      | 2 min 0 s 19      |
| 3    | Suède   | Lovisa Lindh        | 2 min 0 s 37 (PB) |
| 4    | Suisse  | Selina Büchel       | 2 min 0 s 47      |
| 5    | Italie  | Yusneysi Santiusti  | 2 min 0 s 53      |
| 6    | Pologne | Joanna Jóźwik       | 2 min 0 s 57 (SB) |
| 7    | Norvège | Hedda Hynne         | 2 min 0 s 94 (PB) |
| 8    | Islande | Aníta Hinriksdóttir | 2 min 2 s 55      |

### 1 500 m
| Rang | Pays        | Athlète             | Temps         |
| ---- | ----------- | ------------------- | ------------- |
| 1    | Norvège     | Filip Ingebrigtsen  | 3 min 46 s 65 |
| 2    | Espagne     | David Bustos        | 3 min 46 s 90 |
| 3    | Norvège     | Henrik Ingebrigtsen | 3 min 47 s 18 |
| 4    | Pays-Bas    | Richard Douma       | 3 min 47 s 32 |
| 5    | France      | Florian Carvalho    | 3 min 47 s 32 |
| 6    | Royaume-Uni | Lee Emanuel         | 3 min 47 s 57 |
| 7    | Royaume-Uni | Jake Wightman       | 3 min 47 s 68 |
| 8    | Tchéquie    | Filip Sasínek       | 3 min 47 s 76 |

| Rang | Pays      | Athlète                 | Temps         |
| ---- | --------- | ----------------------- | ------------- |
| 1    | Pologne   | Angelika Cichocka       | 4 min 33 s 00 |
| 2    | Pays-Bas  | Sifan Hassan            | 4 min 33 s 76 |
| 3    | Irlande   | Ciara Mageean           | 4 min 33 s 78 |
| 4    | Norvège   | Ingvill Måkestad Bovim  | 4 min 34 s 15 |
| 5    | Portugal  | Marta Pen               | 4 min 34 s 41 |
| 6    | Allemagne | Maren Kock              | 4 min 34 s 54 |
| 7    | Pologne   | Sofia Ennaoui           | 4 min 34 s 84 |
| 8    | Espagne   | Solange Andreia Pereira | 4 min 34 s 88 |

### 5 000 m
| Rang | Pays        | Athlète             | Temps               |
| ---- | ----------- | ------------------- | ------------------- |
| 1    | Espagne     | Ilias Fifa          | 13 min 40 s 85      |
| 2    | Espagne     | Adel Mechaal        | 13 min 40 s 85      |
| 3    | Allemagne   | Richard Ringer      | 13 min 40 s 85 (SB) |
| 4    | Norvège     | Henrik Ingebrigtsen | 13 min 40 s 86 (SB) |
| 5    | France      | Morhad Amdouni      | 13 min 40 s 94      |
| 6    | Azerbaïdjan | Hayle İbrahimov     | 13 min 42 s 20      |
| 7    | Allemagne   | Florian Orth        | 13 min 45 s 40      |
| 8    | Italie      | Yemaneberhan Crippa | 13 min 46 s 30      |

| Rang | Pays        | Athlète         | Temps               |
| ---- | ----------- | --------------- | ------------------- |
| 1    | Turquie     | Yasemin Can     | 15 min 18 s 15      |
| 2    | Suède       | Meraf Bahta     | 15 min 20 s 54      |
| 3    | Royaume-Uni | Stephanie Twell | 15 min 20 s 70      |
| 4    | Pays-Bas    | Susan Kuijken   | 15 min 23 s 87 (SB) |
| 5    | Royaume-Uni | Laura Whittle   | 15 min 24 s 18      |
| 6    | Royaume-Uni | Eilish McColgan | 15 min 28 s 53      |
| 7    | Belgique    | Louise Carton   | 15 min 42 s 79      |
| 8    | Allemagne   | Geleto Tola     | 15 min 43 s 30      |

### 10 000 m
| Rang | Pays        | Athlète             | Temps               |
| ---- | ----------- | ------------------- | ------------------- |
| 1    | Turquie     | Polat Kemboi Arıkan | 28 min 18 s 52      |
| 2    | Turquie     | Ali Kaya            | 28 min 21 s 42 (SB) |
| 3    | Espagne     | Antonio Abadía      | 28 min 26 s 07      |
| 4    | Ukraine     | Dmytro Lashyn       | 28 min 27 s 90 (PB) |
| 5    | Royaume-Uni | Dewi Griffiths      | 28 min 28 s 55 (PB) |
| 6    | Espagne     | Juan Pérez          | 28 min 37 s 42      |
| 7    | Espagne     | Daniel Mateo        | 28 min 43 s 03 (PB) |
| 8    | Belgique    | Soufiane Bouchikhi  | 29 min 3 s 74       |

| Rang | Pays        | Athlète                   | Temps                    |
| ---- | ----------- | ------------------------- | ------------------------ |
| 1    | Turquie     | Yasemin Can               | 31 min 12 s 86 (AUR, PB) |
| 2    | Portugal    | Dulce Félix               | 31 min 19 s 03 (PB)      |
| 3    | Norvège     | Karoline Bjerkeli Grøvdal | 31 min 23 s 45 (PB)      |
| 4    | Irlande     | Fionnuala McCormack       | 31 min 30 s 74 (SB)      |
| 5    | Royaume-Uni | Jo Pavey                  | 31 min 34 s 61 (SB)      |
| 6    | Italie      | Veronica Inglese          | 31 min 37 s 43 (PB)      |
| 7    | Royaume-Uni | Jess Andrews              | 31 min 38 s 02 (PB)      |
| 8    | Pays-Bas    | Jip Vastenburg            | 32 min 4 s 00 (SB)       |

### Semi-marathon
| Rang | Pays     | Athlète            | Temps               |
| ---- | -------- | ------------------ | ------------------- |
| 1    | Suisse   | Tadesse Abraham    | 1 h 2 min 3 s (CR)  |
| 2    | Turquie  | Kaan Kigen Özbilen | 1 h 2 min 27 s (SB) |
| 3    | Italie   | Daniele Meucci     | 1 h 2 min 38 s (SB) |
| 4    | Pologne  | Marcin Chabowski   | 1 h 2 min 54 s (SB) |
| 5    | Danemark | Abdi Hakin Ulad    | 1 h 3 min 22 s      |
| 6    | Pays-Bas | Abdi Nageeye       | 1 h 3 min 43 s      |
| 7    | France   | Hassan Chahdi      | 1 h 3 min 43 s      |
| 8    | Espagne  | Carles Castillejo  | 1 h 3 min 52 s      |

| Rang | Pays     | Athlète                | Temps                |
| ---- | -------- | ---------------------- | -------------------- |
| 1    | Portugal | Sara Moreira           | 1 h 10 min 19 s (CR) |
| 2    | Italie   | Veronica Inglese       | 1 h 10 min 35 s (SB) |
| 3    | Portugal | Jéssica Augusto        | 1 h 10 min 55 s (SB) |
| 4    | Lituanie | Rasa Drazdauskaitė     | 1 h 11 min 47 s (PB) |
| 5    | Turquie  | Esma Aydemir           | 1 h 11 min 49 s (PB) |
| 6    | Grèce    | Ouranía Reboúli        | 1 h 11 min 52 s (NR) |
| 7    | Roumanie | Monica Madalina Florea | 1 h 11 min 56 s (PB) |
| 8    | Tchéquie | Eva Vrabcová-Nývltová  | 1 h 11 min 49 s      |

### 110 m haies/100 m haies
| Rang | Pays        | Athlète          | Temps        |
| ---- | ----------- | ---------------- | ------------ |
| 1    | France      | Dimitri Bascou   | 13 s 25      |
| 2    | Hongrie     | Balázs Baji      | 13 s 28 (NR) |
| 3    | France      | Wilhem Belocian  | 13 s 33      |
| 4    | Pologne     | Damian Czykier   | 13 s 40      |
| 5    | Chypre      | Milan Trajkovic  | 13 s 44      |
| 6    | France      | Aurel Manga      | 13 s 47      |
| 7    | Espagne     | Yidiel Contreras | 13 s 54      |
| -    | Royaume-Uni | Andrew Pozzi     | DNS          |

| Rang | Pays        | Athlète            | Temps        |
| ---- | ----------- | ------------------ | ------------ |
| 1    | Allemagne   | Cindy Roleder      | 12 s 62 (SB) |
| 2    | Biélorussie | Alina Talay        | 12 s 68      |
| 3    | Royaume-Uni | Tiffany Porter     | 12 s 76      |
| 4    | Suisse      | Clélia Rard-Reuse  | 12 s 96      |
| 5    | Belgique    | Anne Zagré         | 12 s 97      |
| 6    | Grèce       | Elisávet Pesirídou | 13 s 05      |
| 7    | France      | Cindy Billaud      | 13 s 29      |
|      | Allemagne   | Pamela Dutkiewicz  | DNF          |

### 400 m haies
| Rang | Pays        | Athlète          | Temps        |
| ---- | ----------- | ---------------- | ------------ |
| 1    | Turquie     | Yasmani Copello  | 48 s 96      |
| 2    | Espagne     | Sérgio Fernández | 49 s 06      |
| 3    | Suisse      | Kariem Hussein   | 49 s 10      |
| 4    | Finlande    | Oskari Mörö      | 49 s 24 (SB) |
| 5    | Royaume-Uni | Rhys Williams    | 49 s 63      |
| 6    | Norvège     | Karsten Warholm  | 49 s 82      |
| 7    | Slovaquie   | Martin Kučera    | 49 s 82      |
| -    | Royaume-Uni | Jack Green       | DNF          |

| Rang | Pays        | Athlète               | Temps        |
| ---- | ----------- | --------------------- | ------------ |
| 1    | Danemark    | Sara Slott Petersen   | 55 s 12 (SB) |
| 2    | Pologne     | Joanna Linkiewicz     | 55 s 33      |
| 3    | Suisse      | Lea Sprunger          | 55 s 41      |
| 4    | Italie      | Ayomide Folorunso     | 55 s 50 (PB) |
| 5    | Biélorussie | Katsiaryna Belanovich | 56 s 10      |
| 6    | Norvège     | Amalie Hammild Iuel   | 56 s 24      |
| 7    | Danemark    | Stina Troest          | 56 s 34      |
| 8    | Pologne     | Emilia Ankiewicz      | 57 s 31      |

### 3 000 m steeple
| Rang | Pays        | Athlète                     | Temps              |
| ---- | ----------- | --------------------------- | ------------------ |
| 1    | France      | Mahiedine Mekhissi-Benabbad | 8 min 25 s 63      |
| 2    | Turquie     | Aras Kaya                   | 8 min 29 s 91 PB   |
| 3    | France      | Yoann Kowal                 | 8 min 30 s 79 (SB) |
| 4    | Espagne     | Sebastián Martos            | 8 min 31 s 93 SB   |
| 5    | Italie      | Jamel Chatbi                | 8 min 32 s 43      |
| 6    | Royaume-Uni | Rob Mullett                 | 8 min 33 s 29      |
| 7    | Estonie     | Kaur Kivistik               | 8 min 33 s 75 SB   |
| 8    | Italie      | Abdoullah Bamoussa          | 8 min 35 s 35      |

| Rang | Pays        | Athlète               | Temps              |
| ---- | ----------- | --------------------- | ------------------ |
| 1    | Allemagne   | Gesa-Felicitas Krause | 9 min 18 s 85 (PB) |
| 2    | Albanie     | Luiza Gega            | 9 min 28 s 52 (NR) |
| 3    | Turquie     | Özlem Kaya            | 9 min 35 s 05 (SB) |
| 4    | Ukraine     | Mariya Shatalova      | 9 min 38 s 17 (SB) |
| 5    | Suisse      | Fabienne Schlumpf     | 9 min 40 s 01 (SB) |
| 6    | Biélorussie | Nastassia Puzakova    | 9 min 42 s 91 (PB) |
| 7    | Irlande     | Michele Finn          | 9 min 43 s 19 (PB) |
| 8    | Espagne     | Diana Martín          | 9 min 43 s 65      |

### Relais 4 × 100 m
| Rang | Pays        | Athlètes                                                                 | Temps        |
| ---- | ----------- | ------------------------------------------------------------------------ | ------------ |
| 1    | Royaume-Uni | James Dasaolu Adam Gemili James Ellington Chijindu Ujah                  | 38 s 17      |
| 2    | France      | Marvin René Stuart Dutamby Mickael-Meba Zeze Jimmy Vicaut                | 38 s 38 (SB) |
| 3    | Allemagne   | Julian Reus Sven Knipphals Roy Schmidt Lucas Jakubczyk                   | 38 s 47      |
| 4    | Pays-Bas    | Solomon Bockarie Churandy Martina Patrick van Luijk Giovanni Codrington  | 38 s 57      |
| 5    | Italie      | Massimiliano Ferraro Federico Cattaneo Davide Manenti Filippo Tortu      | 38 s 69      |
| 6    | Pologne     | Grzegorz Zimniewicz Przemysław Słowikowski Adam Pawłowski Karol Zalewski | 38 s 69      |
| 7    | Suisse      | Pascal Mancini Reto Amaru Schenkel Suganthan Somasundaram Alex Wilson    | 39 s 11      |
| 8    | Ukraine     | Roman Kravtsov Volodymyr Suprun Ihor Bodrov Vitaliy Korzh                | 39 s 46      |

| Rang | Pays        | Athlète                                                                  | Temps        |
| ---- | ----------- | ------------------------------------------------------------------------ | ------------ |
| 1    | Pays-Bas    | Jamile Samuel Dafne Schippers Tessa van Schagen Naomi Sedney             | 42 s 04 (NR  |
| 2    | Royaume-Uni | Asha Philip Dina Asher-Smith Bianca Williams Daryll Neita                | 42 s 45 (SB) |
| 3    | Allemagne   | Tatjana Pinto Lisa Mayer Gina Lückenkemper Rebekka Haase                 | 42 s 48      |
| 4    | Suisse      | Ajla Del Ponte Sarah Atcho Ellen Sprunger Salomé Kora                    | 43 s 00      |
| 5    | France      | Floriane Gnafoua Céline Distel-Bonnet Jennifer Galais Stella Akakpo      | 43 s 05 (SB) |
| 6    | Pologne     | Agata Forkasiewicz Marika Popowicz-Drapala Anna Kiełbasińska Ewa Swoboda | 43 s 24 (SB) |
| 7    | Italie      | Irene Siragusa Gloria Hooper Martina Amidei Audrey Alloh                 | 43 s 57      |
| —    | Ukraine     | Olesya Povh Nataliya Pohrebnyak Mariya Ryemyen Yelizaveta Bryzgina       | DQ           |

### Relais 4 × 400 m
| Rang | Pays        | Athlètes                                                              | Temps             |
| ---- | ----------- | --------------------------------------------------------------------- | ----------------- |
| 1    | Belgique    | Julien Watrin Jonathan Borlée Dylan Borlée Kévin Borlée               | 3 min 1 s 10 (EL) |
| 2    | Pologne     | Łukasz Krawczuk Kacper Kozłowski Jakub Krzewina Rafał Omelko          | 3 min 1 s 18 (SB) |
| 3    | Royaume-Uni | Rabah Yousif Delano Williams Jack Green Matthew Hudson-Smith          | 3 min 1 s 44 (SB) |
| 4    | Tchéquie    | Jan Tesař Pavel Maslák Michal Desenský Patrik Šorm                    | 3 min 3 s 86      |
| 5    | Irlande     | Brian Gregan Craig Lynch David Gillick Thomas Barr                    | 3 min 4 s 32 (SB) |
| 6    | Ukraine     | Danylo Danylenko Yevhen Hutsol Volodymyr Burakov Vitaliy Butrym       | 3 min 4 s 45      |
| 7    | Pays-Bas    | Liemarvin Bonevacia Terrence Agard Bjorn Blauwhof Maarten Stuivenberg | 3 min 4 s 52      |
| 8    | Allemagne   | Johannes Trefz Patrick Schneider Kamghe Gaba Constantin Schmidt       | 3 min 5 s 67      |

| Rang | Pays        | Athlète                                                                    | Temps              |
| ---- | ----------- | -------------------------------------------------------------------------- | ------------------ |
| 1    | Royaume-Uni | Emily Diamond Anyika Onuora Eilidh Doyle Seren Bundy-Davies                | 3 min 25 s 05 (WL) |
| 2    | France      | Phara Anacharsis Brigitte Ntiamoah Marie Gayot Floria Gueï                 | 3 min 25 s 96 (SB) |
| 3    | Italie      | Maria Benedicta Chigbolu Maria Enrica Spacca Chiara Bazzoni Libania Grenot | 3 min 27 s 49 (SB) |
| 4    | Pologne     | Ewelina Ptak Małgorzata Hołub Patrycja Wyciszkiewicz Justyna Święty        | 3 min 27 s 60 (SB) |
| 5    | Allemagne   | Laura Müller Friederike Möhlenkamp Lara Hoffmann Ruth Sophia Spelmeyer     | 3 min 27 s 60 (SB) |
| 6    | Pays-Bas    | Laura de Witte Lisanne de Witte Eva Hovenkamp Nicky van Leuveren           | 3 min 29 s 23      |
| 7    | Roumanie    | Adelina Pastor Anamaria Ioniţă Sanda Belgyan Andrea Miklos                 | 3 min 30 s 63      |
| —    | Ukraine     | Yuliya Olishevska Olha Bibik Tetyana Melnyk Olha Zemlyak                   | DQ                 |

### Saut en hauteur
| Rang | Pays        | Athlète                 | Marque      |
| ---- | ----------- | ----------------------- | ----------- |
| 1    | Italie      | Gianmarco Tamberi       | 2,32 m      |
| 2    | Royaume-Uni | Robert Grabarz          | 2,29 m      |
| 3    | Royaume-Uni | Chris Baker             | 2,29 m (PB) |
| 3    | Allemagne   | Eike Onnen              | 2,29 m      |
| 5    | Bulgarie    | Tihomir Ivanov          | 2,24 m      |
| 6    | Grèce       | Konstadínos Baniótis    | 2,24 m      |
| 7    | Tchéquie    | Jaroslav Bába           | 2,24 m      |
| 7    | Chypre      | Dimítrios Chondrokoúkis | 2,24 m      |

| Rang | Pays      | Athlète                    | Marque      |
| ---- | --------- | -------------------------- | ----------- |
| 1    | Espagne   | Ruth Beitia                | 1,98 m (SB) |
| 2    | Bulgarie  | Mirela Demireva            | 1,96 m      |
| 2    | Lituanie  | Airinė Palšytė             | 1,96 m (SB) |
| 4    | Belgique  | Nafissatou Thiam           | 1,93 m      |
| 5    | Allemagne | Marie-Laurence Jungfleisch | 1,93 m (SB) |
| 6    | Ukraine   | Oksana Okuneva             | 1,89 m      |
| 6    | Italie    | Desirée Rossit             | 1,89 m      |
| 6    | Italie    | Alessia Trost              | 1,89 m      |

### Saut à la perche
| Rang | Pays      | Athlète                | Marque |
| ---- | --------- | ---------------------- | ------ |
| 1    | Pologne   | Robert Sobera          | 5,60 m |
| 2    | Tchéquie  | Jan Kudlička           | 5,60 m |
| 3    | Slovénie  | Robert Renner          | 5,50 m |
| 4    | Belgique  | Ben Broeders           | 5,50 m |
| 4    | Pologne   | Piotr Lisek            | 5,50 m |
| 6    | Lettonie  | Mareks Ārents          | 5,50 m |
| 7    | Allemagne | Karsten Dilla          | 5,30 m |
| 7    | Grèce     | Konstadínos Filippídis | 5,30 m |
| 7    | Croatie   | Ivan Horvat            | 5,30 m |
| 7    | Pologne   | Paweł Wojciechowski    | 5,30 m |

| Rang | Pays      | Athlète                | Marque      |
| ---- | --------- | ---------------------- | ----------- |
| 1    | Grèce     | Ekateríni Stefanídi    | 4,81 m      |
| 2    | Allemagne | Lisa Ryzih             | 4,70 m (SB) |
| 3    | Suède     | Angelica Bengtsson     | 4,65 m (SB) |
| 4    | Grèce     | Nikoléta Kiriakopoúlou | 4,55 m      |
| 5    | Suède     | Michaela Meijer        | 4,55 m      |
| 6    | Pays-Bas  | Femke Pluim            | 4,45 m (SB) |
| 7    | Finlande  | Wilma Murto            | 4,45 m      |
| 7    | Suisse    | Angelica Moser         | 4,45 m (PB) |

### Saut en longueur
| Rang | Pays        | Athlète                 | Marque            |
| ---- | ----------- | ----------------------- | ----------------- |
| 1    | Royaume-Uni | Greg Rutherford         | 8,25 m (+0,5 m/s) |
| 2    | Suède       | Michel Tornéus          | 8,21 m (+2,1 m/s) |
| 3    | Pays-Bas    | Ignisious Gaisah        | 7,93 m (0,0 m/s)  |
| 4    | Tchéquie    | Radek Juška             | 7,93 m (+2,1 m/s) |
| 5    | Finlande    | Kristian Bäck           | 7,91 m (+2,5 m/s) |
| 6    | Allemagne   | Fabian Heinle           | 7,87 m (+1,7 m/s) |
| 7    | France      | Kafétien Gomis          | 7,84 m (0,0 m/s)  |
| 8    | Biélorussie | Kanstantsin Barycheuski | 7,75 m (0,0 m/s)  |

| Rang | Pays        | Athlète           | Marque                 |
| ---- | ----------- | ----------------- | ---------------------- |
| 1    | Serbie      | Ivana Španović    | 6,94 m (+0,9 m/s)      |
| 2    | Royaume-Uni | Jazmin Sawyers    | 6,86 m (+2,8 m/s)      |
| 3    | Allemagne   | Malaika Mihambo   | 6,65 m (+2,0 m/s)      |
| 4    | Estonie     | Ksenija Balta     | 6,65 m (+1,4 m/s) (SB) |
| 5    | Turquie     | Karin Melis Mey   | 6,62 m (+1,1 m/s)      |
| 6    | Suède       | Khaddi Sagnia     | 6,59 m (+1,0 m/s)      |
| 7    | Allemagne   | Alexandra Wester  | 6,51 m (+0,4 m/s)      |
| 8    | Norvège     | Nadia Akpana Assa | 6,51 m (+1,1 m/s)      |

### Triple saut
| Rang | Pays        | Athlète             | Marque                     |
| ---- | ----------- | ------------------- | -------------------------- |
| 1    | Allemagne   | Max Heß             | 17,20 m (+0,5 m/s) (EL,PB) |
| 2    | Pologne     | Karol Hoffmann      | 17,16 m (+0,1 m/s) (PB)    |
| 3    | Royaume-Uni | Julian Reid         | 16,76 m (+0,5 m/s) (SB)    |
| 4    | Bulgarie    | Momchil Karailiev   | 16,65 m (+0,1 m/s)         |
| 5    | Biélorussie | Maksim Niastiarenka | 16,63 m (+0,4 m/s)         |
| 6    | Turquie     | Şeref Osmanoğlu     | 16,55 m (-1,4 m/s)         |
| 7    | Bulgarie    | Georgi Tsonov       | 16,53 m (+0,7 m/s)         |
| 8    | Espagne     | Pablo Torrijos      | 16,34 m (+0,7 m/s)         |

| Rang | Pays      | Athlète                 | Marque                  |
| ---- | --------- | ----------------------- | ----------------------- |
| 1    | Portugal  | Patrícia Mamona         | 14,58 m (+0,8 m/s) (NR) |
| 2    | Israël    | Hanna Minenko           | 14,51 m (+2,9 m/s)      |
| 3    | Grèce     | Paraskeví Papahrístou   | 14,47 m (-1,0 m/s)      |
| 4    | Pologne   | Anna Jagaciak Michalska | 14,40 m (+3,2 m/s)      |
| 5    | Portugal  | Susana Costa            | 14,34 m (0,0 m/s) (PB)  |
| 6    | Ukraine   | Olha Saladukha          | 14,23 m (-0,6 m/s)      |
| 7    | Allemagne | Jenny Elbe              | 14,08 m (+1,7 m/s)      |
| 8    | Allemagne | Kristin Gierisch        | 14,03 m (-2,0 m/s)      |

### Lancer du poids
| Rang | Pays      | Athlète           | Marque       |
| ---- | --------- | ----------------- | ------------ |
| 1    | Allemagne | David Storl       | 21,31 m (SB) |
| 2    | Pologne   | Michał Haratyk    | 21,19 m      |
| 3    | Portugal  | Tsanko Arnaudov   | 20,59 m (SB) |
| 4    | Pologne   | Konrad Bukowiecki | 20,58 m      |
| 5    | Serbie    | Asmir Kolašinac   | 20,43 m      |
| -    | Roumanie  | Andrei Toader     | DQ           |
| 6    | Allemagne | Tobias Dahm       | 20,25 m      |
| 7    | Espagne   | Borja Vivas       | 20,16 m      |
| 8    | Croatie   | Stipe Žunić       | 19,95 m      |

| Rang | Pays        | Athlète              | Marque       |
| ---- | ----------- | -------------------- | ------------ |
| 1    | Allemagne   | Christina Schwanitz  | 20,17 m (SB) |
| 2    | Hongrie     | Anita Márton         | 18,72 m      |
| 3    | Turquie     | Emel Dereli          | 18,22 m      |
| 4    | Biélorussie | Yuliya Leantsiuk     | 18,20 m      |
| 5    | Bulgarie    | Radoslava Mavrodieva | 18,10 m      |
| 6    | Biélorussie | Aliona Dubitskaya    | 18,03 m      |
| 7    | Allemagne   | Sara Gambetta        | 17,95 m (PB) |
| 8    | Pays-Bas    | Melissa Boekelman    | 17,92 m      |

### Lancer du disque
| Rang | Pays      | Athlète           | Marque       |
| ---- | --------- | ----------------- | ------------ |
| 1    | Pologne   | Piotr Małachowski | 67,06 m      |
| 2    | Belgique  | Philip Milanov    | 65,71 m      |
| 3    | Estonie   | Gerd Kanter       | 65,27 m (SB) |
| 4    | Allemagne | Christoph Harting | 65,13 m      |
| 5    | Suède     | Daniel Ståhl      | 64,77 m      |
| 6    | Hongrie   | Zoltán Kővágó     | 64,66 m      |
| 7    | Estonie   | Martin Kupper     | 63,55 m      |
| 8    | Allemagne | Daniel Jasinski   | 63,35 m      |

| Rang | Pays        | Athlète              | Marque  |
| ---- | ----------- | -------------------- | ------- |
| 1    | Croatie     | Sandra Perković      | 69,97 m |
| 2    | Allemagne   | Julia Fischer        | 65,77 m |
| 3    | Allemagne   | Shanice Craft        | 63,89 m |
| 4    | Allemagne   | Nadine Müller        | 62,63 m |
| 5    | France      | Mélina Robert-Michon | 62,47 m |
| 6    | Ukraine     | Nataliya Semenova    | 62,21 m |
| 7    | Royaume-Uni | Jade Lally           | 60,29 m |
| 8    | France      | Pauline Pousse       | 59,62 m |

### Lancer du marteau
| Rang | Pays        | Athlète            | Marque  |
| ---- | ----------- | ------------------ | ------- |
| 1    | Pologne     | Paweł Fajdek       | 80,93 m |
| 2    | Biélorussie | Ivan Tikhon        | 78,84 m |
| 3    | Pologne     | Wojciech Nowicki   | 77,53 m |
| 4    | Grèce       | Mihaíl Anastasákis | 75,89 m |
| 5    | Slovaquie   | Marcel Lomnický    | 75,84 m |
| 6    | Biélorussie | Siarhei Kalamoyets | 74,65 m |
| 7    | Finlande    | David Söderberg    | 74,22 m |
| 8    | Moldavie    | Serghei Marghiev   | 73,21 m |

| Rang | Pays        | Athlète           | Marque       |
| ---- | ----------- | ----------------- | ------------ |
| 1    | Pologne     | Anita Włodarczyk  | 78,14 m      |
| 2    | Allemagne   | Betty Heidler     | 75,77 m (SB) |
| 3    | Azerbaïdjan | Hanna Skydan      | 73,83 m      |
| 4    | Royaume-Uni | Sophie Hitchon    | 71,74 m      |
| 5    | Moldavie    | Zalina Marghieva  | 71,73 m      |
| 6    | Pologne     | Malwina Kopron    | 70,91 m      |
| 7    | Slovaquie   | Martina Hrašnová  | 70,62 m      |
| 8    | Ukraine     | Iryna Novozhylova | 70,18 m      |

### Lancer du javelot
| Rang | Pays      | Athlète            | Marque       |
| ---- | --------- | ------------------ | ------------ |
| 1    | Lettonie  | Zigismunds Sirmais | 86,66 m (PB) |
| 2    | Tchéquie  | Vítězslav Veselý   | 83,59 m      |
| 3    | Finlande  | Antti Ruuskanen    | 82,44 m      |
| 4    | Estonie   | Risto Mätas        | 82,03 m (SB) |
| 5    | Allemagne | Thomas Röhler      | 80,78 m      |
| 6    | Pologne   | Marcin Krukowski   | 79,49 m (SB) |
| 7    | Suède     | Kim Amb            | 79,36 m      |
| 8    | Pologne   | Kacper Oleszczuk   | 79,34 m      |

| Rang | Pays        | Athlète              | Marque       |
| ---- | ----------- | -------------------- | ------------ |
| 1    | Biélorussie | Tatsiana Khaladovich | 66,34 m (NR) |
| 2    | Allemagne   | Linda Stahl          | 65,25 m (SB) |
| 3    | Croatie     | Sara Kolak           | 63,50 m (NR) |
| 4    | Allemagne   | Katharina Molitor    | 63,20 m (SB) |
| 5    | Tchéquie    | Barbora Špotáková    | 62,66 m      |
| 6    | Slovénie    | Martina Ratej        | 60,65 m      |
| 7    | Lettonie    | Madara Palameika     | 60,39 m      |
| 8    | Islande     | Ásdís Hjálmsdóttir   | 60,37 m      |

### Décathlon/Heptathlon
| Rang | Pays        | Athlète                 | Points     |
| ---- | ----------- | ----------------------- | ---------- |
| 1    | Belgique    | Thomas Van der Plaetsen | 8 218 (SB) |
| 2    | Tchéquie    | Adam Sebastian Helcelet | 8 157 (SB) |
| 3    | Serbie      | Mihail Dudaš            | 8 153      |
| 4    | Ukraine     | Oleksiy Kasyanov        | 8 072 (SB) |
| 5    | Royaume-Uni | Ashley Bryant           | 8 040      |
| 6    | France      | Romain Barras           | 8 002      |
| 7    | Pays-Bas    | Pieter Braun            | 7 945      |
| 8    | Suède       | Marcus Nilsson          | 7 942 (SB) |

| Rang | Pays     | Athlète                  | Points     |
| ---- | -------- | ------------------------ | ---------- |
| 1    | Pays-Bas | Anouk Vetter             | 6 626 (NR) |
| 2    | France   | Antoinette Nana Djimou   | 6 458 (SB) |
| 3    | Autriche | Ivona Dadic              | 6 408 (NR) |
| 4    | Hongrie  | Xénia Krizsán            | 6 266 (SB) |
| 5    | Hongrie  | Györgyi Zsivoczky-Farkas | 6 144 (SB) |
| 6    | Tchéquie | Kateřina Cachová         | 6 051      |
| 7    | Autriche | Verena Preiner           | 6 050 (PB) |
| 8    | Grèce    | Sofía Ifadídou           | 6 025 (SB) |

## Tableau des médailles
- Pays organisateur (Pays-Bas)

| Rang | Nation             | Or | Argent | Bronze | Total |
| ---- | ------------------ | -- | ------ | ------ | ----- |
| 1    | Pologne            | 6  | 5      | 1      | 12    |
| 2    | Allemagne          | 5  | 4      | 7      | 16    |
| 3    | Grande-Bretagne    | 5  | 3      | 8      | 16    |
| 4    | Turquie            | 4  | 5      | 3      | 12    |
| 5    | Pays-Bas           | 4  | 1      | 2      | 7     |
| 6    | Espagne            | 3  | 4      | 1      | 8     |
| 7    | Portugal           | 3  | 1      | 2      | 6     |
| 8    | France             | 2  | 5      | 3      | 10    |
| 9    | Italie             | 2  | 2      | 3      | 7     |
| 10   | Belgique           | 2  | 1      | 0      | 3     |
| 11   | Suisse             | 2  | 0      | 3      | 5     |
| 12   | Biélorussie        | 1  | 2      | 0      | 3     |
| 13   | Norvège            | 1  | 0      | 2      | 3     |
| 14   | Croatie            | 1  | 0      | 1      | 2     |
| -    | Grèce              | 1  | 0      | 1      | 2     |
| -    | Serbie             | 1  | 0      | 1      | 2     |
| 17   | Danemark           | 1  | 0      | 0      | 1     |
| -    | Lettonie           | 1  | 0      | 0      | 1     |
| -    | Ukraine            | 1  | 0      | 0      | 1     |
| 20   | République tchèque | 0  | 4      | 0      | 4     |
| 21   | Bulgarie           | 0  | 3      | 0      | 3     |
| 22   | Suède              | 0  | 2      | 2      | 4     |
| 23   | Hongrie            | 0  | 2      | 0      | 2     |
| 24   | Albanie            | 0  | 1      | 0      | 1     |
| -    | Israël             | 0  | 1      | 0      | 1     |
| -    | Lituanie           | 0  | 1      | 0      | 1     |
| 27   | Autriche           | 0  | 0      | 1      | 1     |
| -    | Azerbaïdjan        | 0  | 0      | 1      | 1     |
| -    | Estonie            | 0  | 0      | 1      | 1     |
| -    | Finlande           | 0  | 0      | 1      | 1     |
| -    | Irlande            | 0  | 0      | 1      | 1     |
| -    | Slovénie           | 0  | 0      | 1      | 1     |
|      | TOTAL              | 46 | 47     | 46     | 139   |

Dans le tableau de l’Association européenne d'athlétisme, deux médailles en handisport (saut en longueur) ont été ajoutées aux totaux de l’Allemagne et des Pays-Bas. Par ailleurs, ce tableau comporte deux erreurs de comptage concernant l’ Espagne et la Suisse. (en) 

## Légende
Records et Performances
- AR : Record continental (area record)
- CR : Record des championnats (championship record)
- MR : Record du meeting (meet record)
- NR : Record national (national record)
- OR : Record olympique (olympic record)
- PR : Record paralympique (paralympic record)
- PB : Record personnel (personal best)
- SB : Meilleure performance personnelle de la saison (season's best)
- WL : Meilleure performance mondiale de l'année (world leader)
- WJR : Record du monde junior (world junior record)
- WR : Record du monde (world record)

Circonstances et Conditions
- DNF : N'a pas terminé (did not finish)
- DNS : N'a pas pris le départ (did not start)
- DQ : Disqualification (disqualification)
- NM : Aucun essai valable enregistré (No Mark)
- Q : Qualifié « directement » au prochain tour (ou à la prochaine compétition), lors d'une compétition majeure, grâce au classement ou à la réalisation des minima (automatic qualifier)
- q : Qualifié au prochain tour (ou à la prochaine compétition), lors d'une compétition majeure, grâce au repêchage ou à la réalisation de l'une des meilleures performances parmi celles des « non qualifiés directement » (grâce au meilleur temps ou à la meilleure distance par exemple) (secondary qualifier)